# Yōsuke Ideguchi
Yōsuke Ideguchi (jap. 井手口 陽介 Ideguchi Yōsuke; ur. 23 sierpnia 1996 w Fukuoce) – japoński piłkarz występujący na pozycji pomocnika, zawodnik Gamba Osaka.

## Życiorys
Jego bratem jest inny piłkarz Masaaki Ideguchi, który jest zawodnikiem kambodżańskiego klubu Visakha FC.

### Kariera klubowa
W latach 2014–2017 był zawodnikiem japońskiego klubu Gamba Osaka.
9 stycznia 2018 podpisał kontrakt z angielskim klubem Leeds United, skąd wypożyczony był do hiszpańskiego Cultural Leonesa i niemieckiego SpVgg Greuther Fürth.
5 sierpnia 2019 podpisał kontrakt z japońskim klubem Gamba Osaka, umowa do 31 stycznia 2021. 

### Kariera reprezentacyjna
Był reprezentantem Japonii w kategoriach wiekowych: U-19 i U-23. Został powołany do kadry na Igrzyska Olimpijskie w 2016 roku.
W seniorskiej reprezentacji Japonii zadebiutował 7 czerwca 2017 na stadionie Ajinomoto Stadium (Chōfu, Japonia) w meczu towarzyskim przeciwko reprezentacji Syrii.

## Sukcesy

### Klubowe
Gamba Osaka
- Zwycięzca J.League Division 1: 2014
- Zdobywca drugiego miejsca J1 League: 2015
- Zwycięzca Pucharu Japonii: 2014, 2015
- Zwycięzca Pucharu Ligi Japońskiej: 2014
- Zdobywca drugiego miejsca Pucharu Ligi Japońskiej: 2015, 2016
- Zwycięzca Superpucharu Japonii: 2015
- Zdobywca drugiego miejsca Superpucharu Japonii: 2016
- Zdobywca drugiego miejsca Copa Suruga Bank: 2015

### Reprezentacyjne
Japonia U-23
- Zwycięzca Pucharu Azji U-23: 2016

Japonia
- Zdobywca drugiego miejsca Pucharu Azji Wschodniej: 2017, 2019